# Тюлькубасский район
Тюлькубасский район (каз. Түлкібас ауданы) — район Туркестанской области Республики Казахстан, расположен в Юго-Восточной части области. Этимология — «түркібасы», «түркібасы әулиесі». Со временем название исказилось и приняло современную форму.
Административный центр — село Турар Рыскулов.
Численность населения — 111 286 человек.
Территория района — 2300 км².
В Тюлькубасском районе расположен Аксу-Джабаглинский заповедник и Сайрам-Угамский национальный парк.

## История
Район был образован 17 января 1928 года.
В соответствии постановлению 17 декабря 1930 года, Центрального Казахстанского исполнительного комитета, 23 июля 1930 года Тюлькубасский район был присоединён к Жуалынскому району. Был пять лет был в составе Джамбылской области, 9 января 1935 года район был включен в Южно-Казахстанскую область, центром было село Ванновка. В 1963—1966 годах был в составе Сайрамского района.
В 1993 году, 7 октября распоряжением Президента Республики Казахстан, в честь 100-летия выдающегося казахского советского государственного деятеля, Турара Рыскулова, село Ванновка было переименовано в село Т. Рыскулова. На сегодняшний день центром района является село имени Турара Рыскулова. 

## Этимология названия
Происхождение и историческое значение названия района Тюлькубас до сей поры остается секретом для многих тюркологов и историков, а народное мнение об его происхождении довольно различается. Однако на основании многочисленных исследований было выявлено, что основное название этого колониального топонима — Тюркибас (в некоторых источниках Тюркбасы). Основываясь на исторических источниках, можно сделать ряд выводов о названии и истории возникновения этой местности в Южно-Казахстанской области.
Под суровым потоком времени историческое наименование местности Тюркибас в народе началось называться как Тюлькубас, в связи с тем, что в казахском языке звуки «р» и «л» часто сменяли друг друга из-за сходства слогов, способствуя звуковому изменению слов. Например, подобно тому, как слово «мусульманин» стало словом «мусурманин», название «Тюркибас» имело звуковое изменение «Тюлькубас».
Название «Тюрки-бас» состоит из двух слов «тюрк» и «бас», которое означает «глава духовного клана тюрков». Данное название относится к ряду этнотопонимов благодаря тюркским племенам, населявшим территорию Казахстана в VI—XIII веках. Причина названия района может быть так же связана со словами Махмутхана-Шейха Бабы: «Я пойду к вершинам турецкого народа». Даже если мы посмотрим на прямое значение данного названия, перед глазами восстают образы древних тюркских племен вместо головы лисы. Даже на устах народа не осталось рассказов, легенд или сказок о лисах этой местности. Такого же мнения придерживается казахский писатель литературы, а также уроженец Тюлькубасского района Мархабат Байгут. Востоковед В.В. Бартольд в своем «Путешествии в Среднюю Азию» 1893 года также предполагает, что название «Туркибас» в просторечии превратилось в «Тулкибасы».
Традиционный эпос киргизов «Манас» рассматривается как свидетельство названия местности Туркибасы, поскольку этот эпос повествует о взаимодействии киргизов с тюркскими и китайскими народами. Следующие строки в этом эпосе словно указывают правду об имени района Тюркибасы:
Қазақ, қырғыз бірікті,
Қытайлардың соры екен.
Алты жүз мың қол болып,
Арада Қытай қамалып,
Бұрынғы аты Жылан су,
Түрікоғлы түмен барғаны.
Бас қосты бәрі түрік деп,
Жыланды аты жоғалып,
Түркібас атқы қалғаны.
Түркібас аты өшіпті,
Қазіргі ақыр заманда,

Түлкібас атқа көшіпті.
Пройдясь через эти строки и понимая смысл этих слов, нельзя не согласиться с выводом о том, что настоящее название Тюлькубасского района — Тюркибасы.
В настоящее время в соответствии с Постановлением Правительства РК от 20 ноября 2018 г. № 782 рассматривается проект о возвращении Тюлькубасскому району его исторического названия Түркібасы.

## Население
Национальный состав (на начало 2025 года):
- казахи — 84 361 чел. (80,03 %)
- узбеки — 8 485 чел. (8,05 %)
- русские — 3 808 чел. (3,61 %)
- азербайджанцы — 6 090 чел. (5,77 %)
- татары — 310 чел. (0,33 %)
- немцы — 355 чел. (0,28 %)
- турки — 298 чел. (0,28 %)
- украинцы — 656 чел. (0,62 %)
- другие — 1 047 чел. (0,99 %)
- всего — 105 410 чел. (100,00 %)

## География

### Климат
В агроклиматическом отношении район относится к очень засушливой жаркой подзоне. В природно-климатическом отношении относится к подзоне среднеустойчивого богарного земледелия. Территория представлена веерообразными горными хребтами. По территории района протекает река Арысь, Машат берет начало в высокогорье и имеет смешанное питание. Климат зоны характеризуется продолжительным жарким летом, сравнительно короткой зимой. 

## Экономика
Основной отраслью экономики Тюлькубасского района является переработка сельскохозяйственных продуктов, обрабатывающая промышленность, из них производство продуктов питания, производство строительных материалов. Район специализируется на мясо-молочном скотоводстве, свиноводстве и птицеводстве. Сельскохозяйственными товаропроизводителями производится 11,3 % валовой сельскохозяйственной продукции по области. Приоритетными направлениями развития экономики Тюлькубасского района являются обрабатывающая отрасль, производство строительных материалов.
В районе зарегистрировано 4345 предприятий, в том числе 499 малые и средние, ИП — 3181 единиц.
В районе зарегистрировано 2,3 тысяч крестьянских (фермерских) хозяйств, из них 86,7 % или 2,0 тысяч являются действующими.
Кроме того, в районе расположено 60 образовательных учреждений, 236 магазинов, 50 действующих точек общественного питания, 4 базаров. 

## Административное деление
Тюлькубасский район имеет 13 сельских, 2 поселковых округов с 62 сельскими населенными пунктами, в которых проживают более 20 национальностей и народностей. Граничит с Толебийским, Сайрамским, Байдибекским, районами и Джамбылской областью. В районе осуществляют свою деятельность 1 политическая партия, 4 национально-культурных центров, 50 религиозных объединений. На территории района число действующих государственных служащих на 2019 год составляет 234 человека. 
1. Акбийкский сельский округ
2. Арысский сельский округ
3. Балыктинский сельский округ
4. Джабаглинский сельский округ
5. Жаскешуский сельский округ
6. Кельтемашатский сельский округ
7. Кемербастауский сельский округ
8. Машатский сельский округ
9. Майлыкентский сельский округ
10. Мичуринский сельский округ
11. Рыскуловский сельский округ
12. Тастумсыкский сельский округ
13. Чакпакский сельский округ

## Достопримечательности

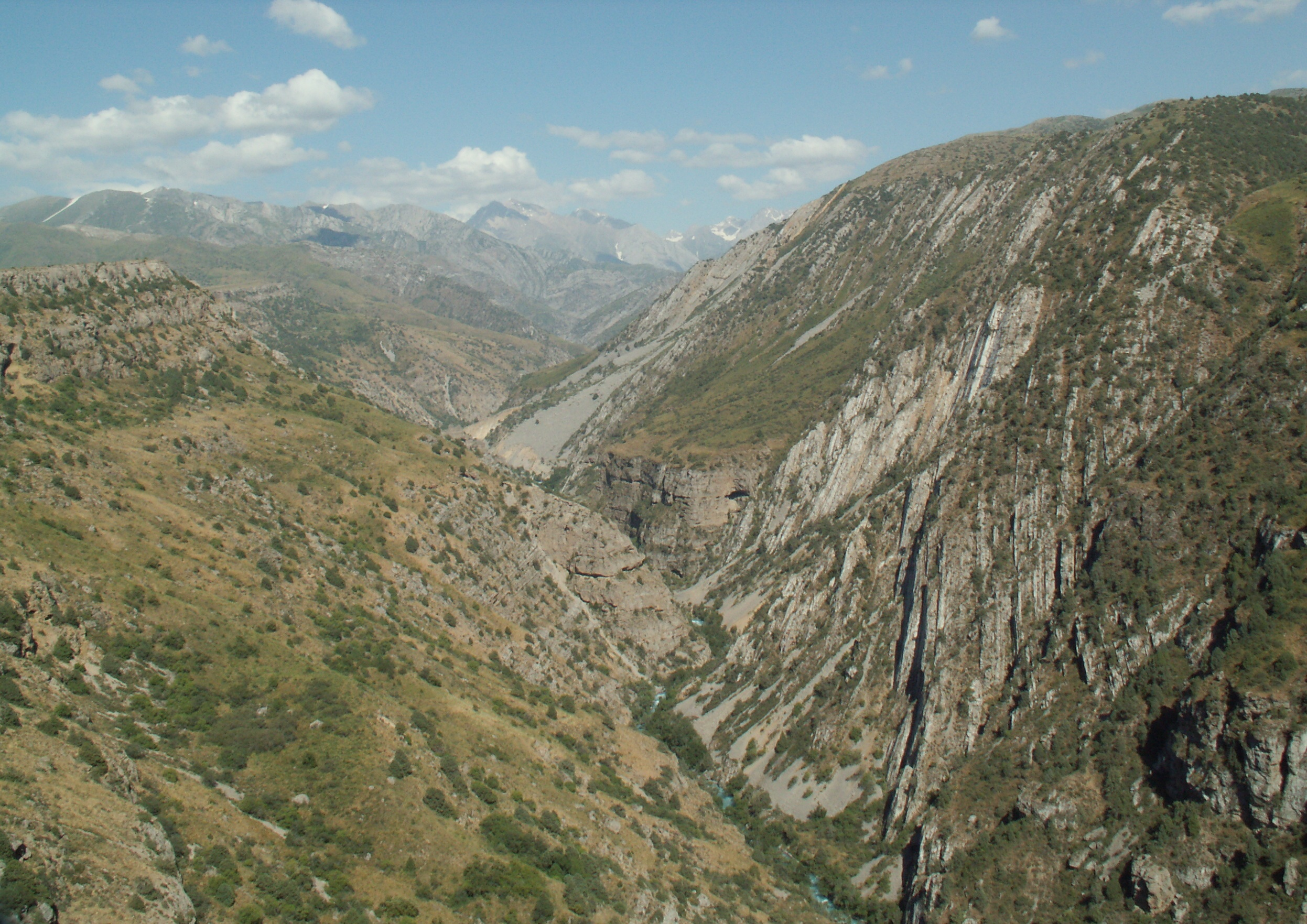
Каньон Аксу

За районом прочно утвердилась репутация края с прекрасным урожаем витаминной продукции. Традиции выращивания на здешних землях разных сортов яблок, груш, абрикоса, винограда закладывались несколько десятилетий назад, а сочные, экологически чистые плоды остаются одной из визитных карточек Тюлькубасского района.
Главной достопримечательностью района является Аксу-Джабаглинский заповедник, открытый в 1927 году. Заповедник имеет в своих владениях богатую флору и фауну. На территории заповедника обитает более 55 видов птиц и животных и более 200 видов растений, многие из которых занесены в Красную Книгу. 

## Известные личности района
- Аблязов, Мухтар Кабулович — казахстанский предприниматель, бывший министр энергетики, индустрии и торговли Казахстана (апрель 1998 — октябрь 1999), председатель совета директоров БТА банка, видеоблогер. Лидер оппозиционного движения «Демократический выбор Казахстана»[5].
- Осман, Асылы Алиевна — казахский известный общественный деятель, который активно участвует в развитии казахского языка и его продвижении на государственный язык.
- Мухитдинов, Нажмитдин Баукеевич — советский и казахстанский учёный-юрист, основатель теории горного права.
- Садыков Баирбек Садыкович — полный кавалер Ордена Славы. Родился в 1920 году в ауле Дау-Баба. Дата смерти неизвестна.
- Дербисали, Абсаттар Багисбаевич (1947—2021) — казахстанский религиозный деятель, дипломат, учёный-востоковед.

## Главы
1. Турысбеков Зауытбек
2. Мусабеков Тиллабек
3. Мелдебеков Азимхан
4. Мауленкулов Женисбек (1995—1998)
5. Бейсенбаев Аскар Асанович (1998—2001)
6. Алдабергенов Калыбек
7. Мынбай Дархан Камзабекулы (05.2004—09.2006)
8. Ерхали Сатыбалдиевич Сарманов
9. Абдуалиев Кайрат Аманкелдиевич (03.2010)
10. Тургумбеков Ауельхан Ельтаевич (август 2016 — ?)
11. Турашбеков Нурбол Абдисаттарович (с 03.2017)
12. Жаналы Данияр - Врач эксперт Тюлькубасской ЦРБ